# Fotoautótrofo

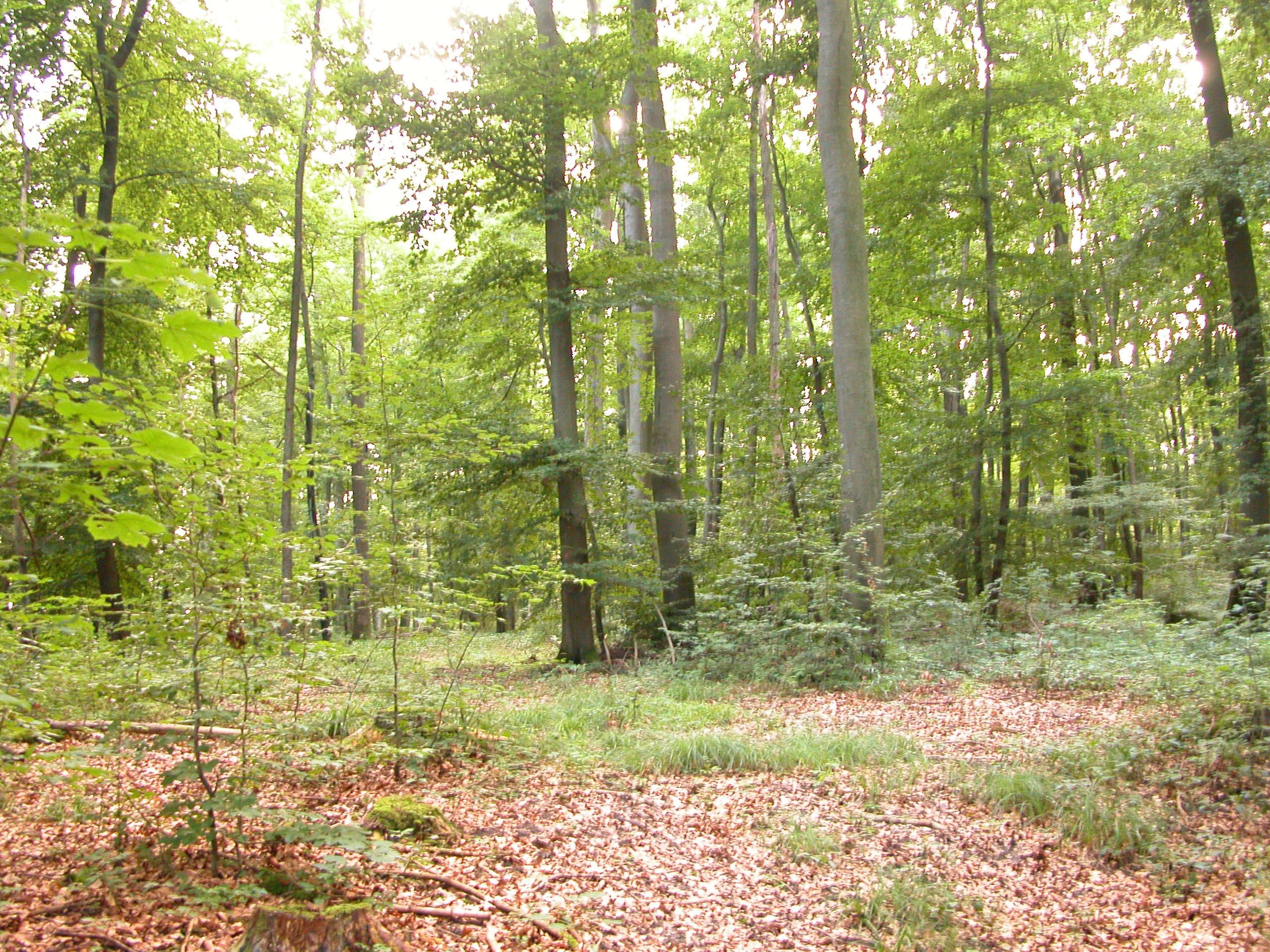
Fotoautótrofos terrestres: árboles y otras plantas de un bosque.

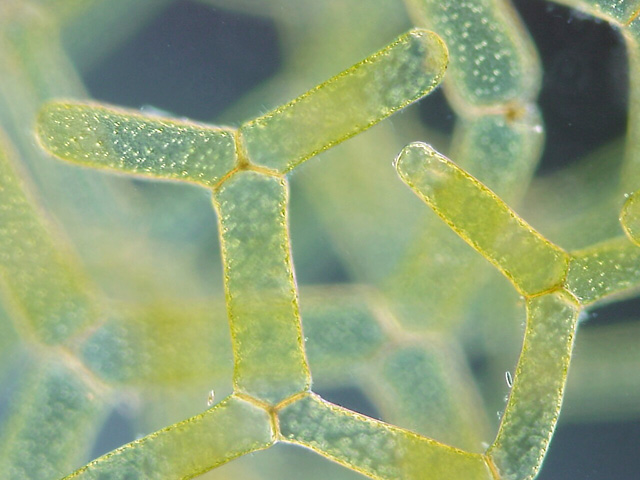
Fotoautótrofo acuático: alga, Hydrodictyon reticulatum.

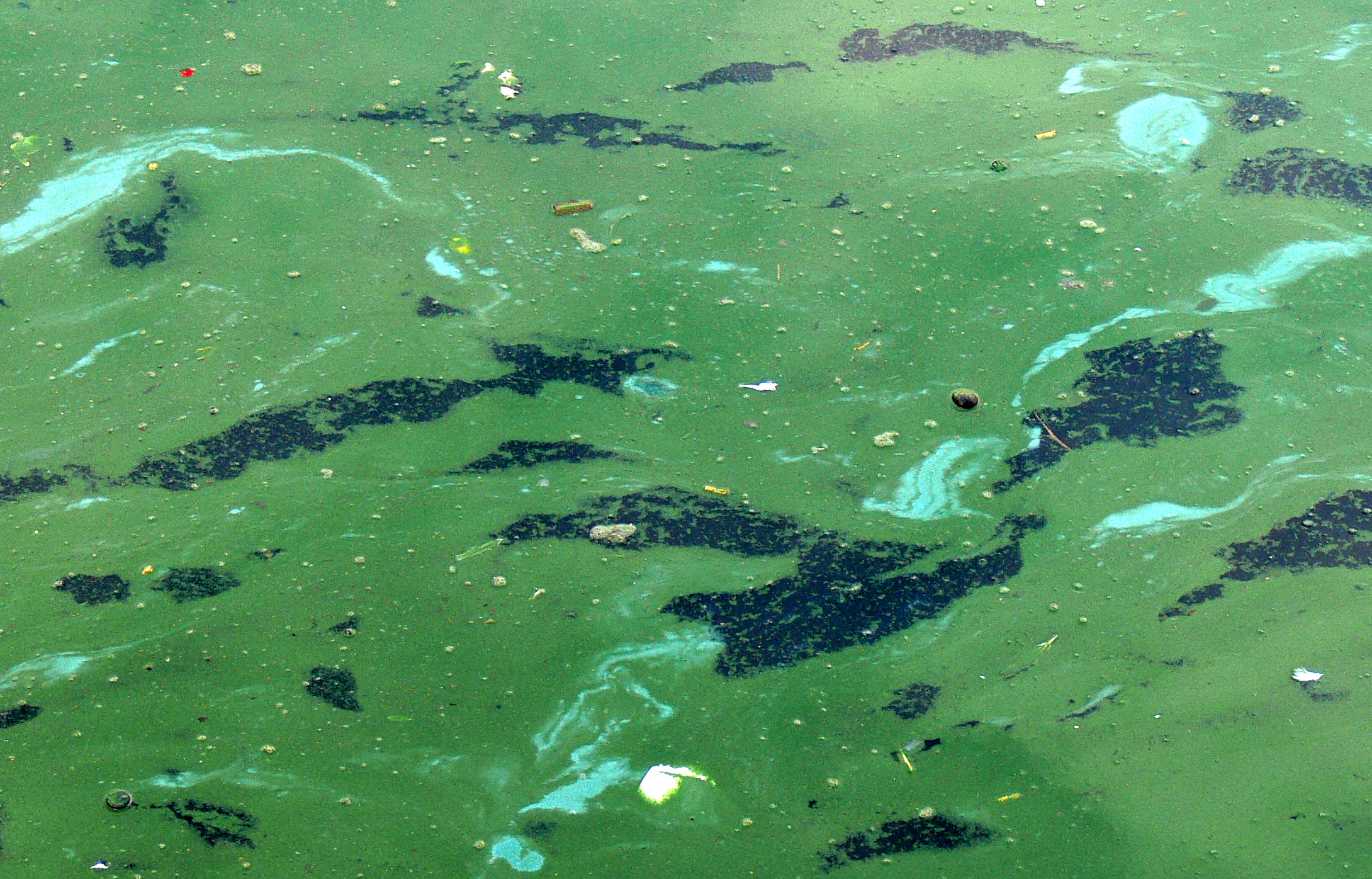
Cianobacterias fotoautótrofas.

Los fotoautótrofos son organismos que utilizan la energía lumínica y el carbono inorgánico para producir materiales orgánicos. Los fotoautótrofos eucariotas absorben energía a través de las moléculas de clorofila en sus cloroplastos, mientras que los fotoautótrofos procariotas usan clorofilas y bacterioclorofilas presentes en los tilacoides que flotan libremente en su citoplasma. Todos los fotoautótrofos conocidos realizan la fotosíntesis. Los ejemplos incluyen plantas, algas y cianobacterias.
Los organismos fotótrofos (del griego: photo = luz, troph = nutriente) son quienes tienen capacidad de tomar fotones de la luz de Sol como fuente de energía. Esos fotones pueden, pero no necesariamente, ser utilizados para fijar carbono inorgánico en forma de carbono orgánico, y esos organismos se llaman fotoautótrofos (del griego: photo = luz, auto = sí mismo, troph = nutriente), que son organismos que efectúan fotosíntesis para obtener energía. Los organismos fotoautótrofos utilizan la energía de la luz solar para fijar el dióxido de carbono (CO2); este es combinado con agua (H2O) formando PGAL (fosfogliceraldehido). Esta molécula se usa para sintetizar diversas moléculas orgánicas, por ejemplo la glucosa; usadas en los procesos celulares tales como biosíntesis (procesos anabólicos) y respiración celular. Los organismos fotoautotróficos son los más exitosos de todos los fotótrofos y aparentemente los mecanismos bioquímicos para tomar los fotones del Sol y fijar carbono se originaron una única vez, siendo común la adquisición por parte de otras especies lejanamente emparentadas de forma horizontal (por transferencia genética horizontal). También hay fotótrofos que usan la energía de los fotones del Sol pero el carbono lo toman de fuentes de carbono orgánico: son fotoheterótrofos.
El proceso es llamado fotosíntesis, y la molécula que capta los fotones se llama clorofila. Las bacterias, en cambio, poseen otra substancia llamada bacterioclorofila que usa el ácido sulfhídrico (H2S) en vez de agua (H2O). La bacterioclorofila usa un espectro de luz más amplio que el que usa la clorofila y que se extiende desde el infrarrojo al ultravioleta.
En ecología a los organismos se los clasifica en autótrofos (que fijan carbono inorgánico gaseoso en el aire, en forma de carbono orgánico) y heterótrofos (cuya fuente de carbono orgánico es el carbono orgánico tomado de otro organismo). No todos los autótrofos son fotoautótrofos, hay quimioautótrofos (la fuente de energía para fijar carbono no son los fotones del Sol sino una reacción química que ocurre en su ambiente), sin embargo los autótrofos más exitosos son los fotoautótrofos, y por eso a veces se utilizan los términos como sinónimos.
Son fotoautótrofos: las "plantas superiores" o plantas terrestres, las "plantas inferiores" o algas (es decir los protistas con esa capacidad), y las cianobacterias (que son el único grupo de bacterias fotosintéticas). 
La fotosíntesis produce azúcares y a su vez éstas son almacenadas en forma de almidón. Esta reserva puede ser usada cuando el nivel de luz es muy bajo para que el organismo pueda satisfacer las demandas inmediatas de producción de materia orgánica. 
Se llama autótrofo fotolitotrófico a un organismo que usa la energía lumínica más una fuente inorgánica de electrones (tales como H2O, H2, H2S) y CO2.
En los ambientes acuáticos se llama zona fototrófica a aquella donde penetra la luz y que, por lo tanto, permite el proceso de fotosíntesis u otros procesos que requieran de fotones (como los fotoheterótrofos).

## Fotoautótrofos procarióticos
Los fotoautótrofos procarióticos incluyen Cyanobacteriota, Pseudomonadota, Chloroflexota, Acidobacteriota, Chlorobia, Bacillota, Gemmatimonadota y Eremiobacteraeota.
Las cianobacterias son el único grupo procariótico que realiza la fotosíntesis oxigénica. Las bacterias fotosintéticas anoxigénicas utilizan fotosistemas similares a PSI y PSII, que son complejos de proteína de pigmento para capturar la luz. Ambos fotosistemas usan bacterioclorofila. Existen múltiples hipótesis sobre cómo evolucionó la fotosíntesis oxigénica. La hipótesis de pérdida establece que el PSI y el PSII estaban presentes en las cianobacterias anoxigénicas antecesoras de las que evolucionaron las diferentes ramas de las bacterias anoxigénicas. La hipótesis de la fusión establece que los fotosistemas se fusionaron más tarde a través de la transferencia horizontal de genes. La hipótesis más reciente sugiere que PSI y PSII se separaron de un ancestro común desconocido con un complejo proteico que estaba codificado por un gen. Estos fotosistemas luego se especializaron en los que se encuentran hoy.

## Fotoautótrofos eucariotas
Los fotoautótrofos eucariotas incluyen algas rojas, haptofitas, stramenopiles, criptofitas, clorofitas y plantas terrestres. Estos organismos realizan la fotosíntesis a través de orgánulos llamados cloroplastos y se cree que se originaron hace unos 2 mil millones de años. La comparación de los genes del cloroplasto y las cianobacterias sugiere fuertemente que los cloroplastos evolucionaron como resultado de la endosimbiosis con las cianobacterias que gradualmente perdieron los genes necesarios para vivir libremente. Sin embargo, es difícil determinar si todos los cloroplastos se originaron a partir de un solo evento endosimbiótico primario o de múltiples eventos independientes. Algunos braquiópodos (Gigantoproductus) y bivalvos (Tridacna) también desarrollaron fotoautotrofia.

## Diagrama de flujo

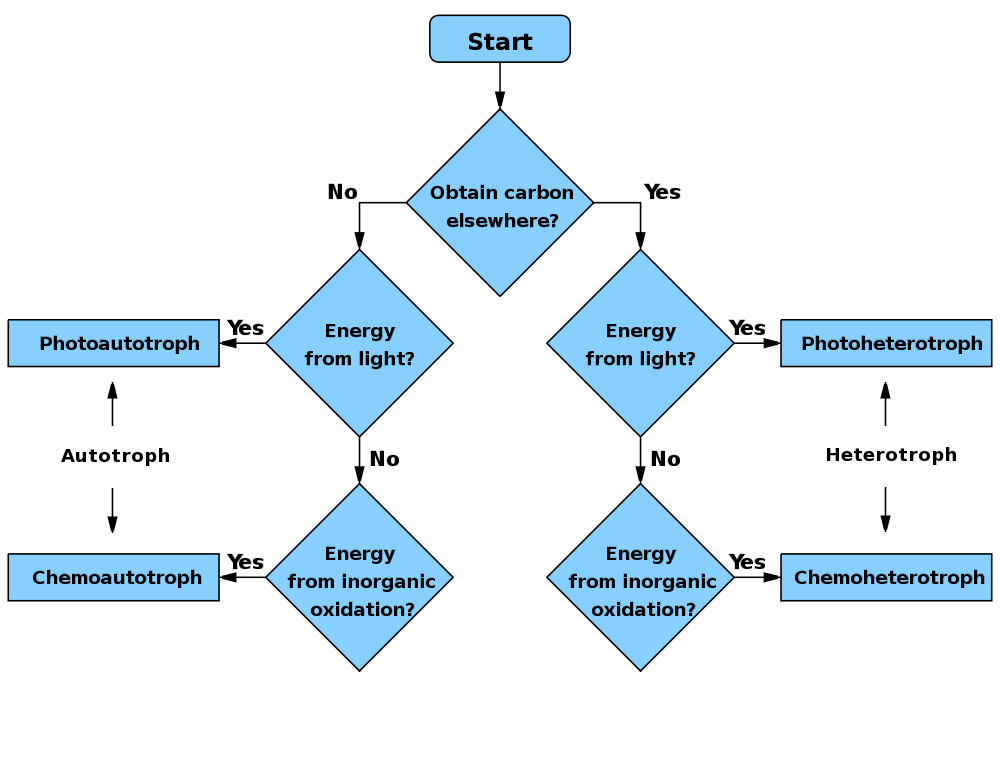
Diagrama de flujo para determinar si una especie es autótrofa, heterótrofa o un subtipo

|             | Quimiótrofo       | Fotótrofo       |
| ----------- | ----------------- | --------------- |
| Autótrofo   | Quimioautótrofo   | Fotoautótrofo   |
| Heterótrofo | Quimioheterótrofo | Fotoheterótrofo |